# Bitwa pod Horką
Bitwa pod Horką – starcie husycko-śląskie, które miało miejsce 3 stycznia 1431.
W grudniu 1430 roku husyci rozpoczęli zorganizowane działania wojenne na terenie Milska. Uderzenie nastąpiło z dwóch kierunków, pierwsze bezpośrednio z Czech z rejonu Bogatyni, oraz drugie ze Śląska. Husyckie oddziały stacjonujące w Niemczy i Otmuchowie w grudniu rozpoczęły marsz w kierunku Bolkowa i Złotoryi. 25 grudnia 1430 roku połączyły się z posiłkami, które od strony Kamiennej Góry przyprowadził Prokop Wielki. Wkrótce husyci w rejonie między Lwówkiem Śląskim a Bolesławcem przekroczyli Bóbr a dalej posuwając się w kierunku Łużyc Nysę Łużycką w rejonie Pieńska. W ślad za husytami podążały oddziały śląskie wystawione przez miasta śląskie: Świdnicę, Jawor, Lwówek Śląski oraz Bolesławiec. Już na terenie Górnych Łużyc siły śląskie zostały wzmocnione hufcem zbrojnym właściciela zamku Gryf, Gotshe Schaffa.
3 stycznia 1431 roku idący od strony Zgorzelca Ślązacy starli się z siłami husyckimi pod miejscowością Horka. Literatura nie podaje wyniku bitwy, wiadomo jedynie że podczas walk pod Horką ranny został dowodzący siłami świdnicko-jaworskimi Heinz Stosch. Jak możemy się domyślać, wynik walki był pomyślny dla Czechów, gdyż po połączeniu się w mieście Reichenbach z oddziałami idącymi bezpośrednio od strony Czech, Prokop Wielki rozpoczął systematyczne łupienie okolic Budziszyna.